# Sonia Bompastor
Sonia Bompastor, född 8 juni 1980 i Blois i Frankrike, är en fransk fotbollstränare och före detta fotbollsspelare. Hon ingick i Frankrikes trupp i Världsmästerskapet i fotboll för damer 2011. Hon tränade Lyon 2013–2024 samt är tränare för Chelsea sedan 2024. Även hennes bror Pedro är tränare.